# フラワーヒル菊池高原
フラワーヒル菊池高原（フラワーヒルきくちこうげん）は、熊本県菊池市にある植物園。自然景勝地である菊池渓谷の近くに位置している。
2012年4月1日、経営難のために当面休園することが発表された。元号が平成から令和に代わった現在も再開園のめどは立っていない。

## 概要
- 所在地 - 〒861-1441 熊本県菊池市原4456番地
- 開園期間 - 4月上旬～11月中旬
- 開園時間 - 9:00～17:30
- 入館料 - 大人（高校生以上）:600円（団体:500円）、子ども（5歳以上）:300円（団体:250円）。（団体は20名以上）

## 施設概要
- 敷地面積 - 約50万m2。

### 施設
- 大パビリオン
- レストラン
- スナックコーナー
- カフェ&雑貨
- 写真ギャラリー
- お土産コーナー
- 花売り場
- 温室

### 広場・ゾーン
- メイン広場

フェアリーカリオン（愛の鐘）
- ちびっこ広場
- おやすみ広場
- テニスコート（休止中）
- 展望台（休止中）
- 彫刻の森

## 季節の花
- 春

サクラ、シバザクラ、バラ、チューリップ、ポピー、スイセン、セイヨウシャクナゲ、レンギョウ、シャクヤク、コデマリ、ゴテチア、ボタン、ハナモモなど
- 夏

ユリ、アジサイ、ブッドレア、ヒマワリ、サルビア、ムクゲなど
- 秋

ダリア、バラ、コスモス、アベリア、サルスベリ、ケイトウ、クレオメ、ベゴニア、ツワブキなど

## 交通
- 駐車場：約2500台。

### 自家用車
- 九州自動車道「植木インターチェンジ」より約50分。
- 九州自動車道「益城熊本空港インターチェンジ」より約50分。
- 熊本市より国道387号または国道325号で約60分。